# مکیراس
مکیراس (به عربی: مکیراس) یک منطقهٔ مسکونی در یمن است که در استان ابین واقع شده‌است.